# Bohntelep
Bohntelep (románul: Colonia Reconstrucția) falu Romániában, Brassó megyében. Közigazgatásilag Barcaföldvár községhez tartozik, az 1950-es évekig Barcaföldvár része volt.

## Fekvése
Barcaföldvár és Szászveresmart között, a DN13-as főút mentén fekszik, Brassótól 20 kilométerre északra.

## Története
A zsombolyai Bohn & Co. Tégla- és Cserépgyár 1936-ban leányvállalatot alapított Barcaföldvár külterületén. Az új téglagyár környékén munkástelep kezdett kiépülni, ahova magyar és román dolgozók költöztek. Ennek magyar neve Bohntelep, román neve Colonia Bahna volt.
1948-ban a gyárat államosították és átkeresztelték Reconstrucția (Újjáépítés) névre. Ekkor 380 munkás dolgozott itt, és évi 16 millió téglát és 5 millió tetőcserepet gyártott.
Az 1950-es években Bohntelep különvált Barcaföldvártól Colonia Reconstrucția néven. 1956-ban 754, 1977-ben már 1067 (523 magyar és 512 román) lakosa volt. A lakosság száma ezután csökkenni kezdett, 2011-ben 647-en lakták.